# Leenaert Bouwens
Leenaert Bouwens (* 1515 in Sommelsdijk/Zeeland; † 1582 in Hoorn) war ein führender Vertreter der niederländisch-norddeutschen Täuferbewegung. Er spielte eine entscheidende Rolle beim Aufbau der frühen Mennoniten im niederländisch-norddeutschen Bereich.

## Leben und Wirken
Über die frühen Jahre Bouwens ist wenig bekannt. Als junger Mann war er innerhalb der Dichtergruppen der Rederijkers (≈Rhetoriker) aktiv. Im Jahr 1546 nahm Bouwens in der Nähe von Lübeck an einer Besprechung von Täufern, darunter Menno Simons, Dirk Philips und Adam Pastor, mit Nicolaas Meyndertsz van Blesdijk, dem Vertreter der David-Joristen, teil, so dass davon ausgegangen werden kann, dass Bouwens schon vor 1546 der Täuferbewegung beigetreten war. 1551 wurde er schließlich von Menno Simons zum Ältesten ordiniert. In dieser Eigenschaft wirkte er vor allem in Ostfriesland, Groningen und dem niederländischen Friesland, wo er zahlreiche Menschen taufte. Zu seinen Stationen zählten auch die vorgelagerten Nordseeinseln. Bald dehnte Bouwens seine Aktivitäten auch nach Noord-Holland und Flandern aus. Seine einzelnen Reisen und die hierbei vorgenommenen Taufen dokumentierte er in mehreren Aufzeichnungen, so dass wir seine Reisewege heute gut nachvollziehen können. Viele zum Teil noch heute bestehende Mennonitengemeinden gehen auf die Aktivitäten von Leenaert Bouwens zurück. Nach seinen eigenen Aufzeichnungen spendete er im Laufe der Zeit mehr als 10.000 Taufen. Dennoch waren die Reisen nicht ungefährlich. Im Jahr 1588 setzte die Stadt Antwerpen ein Kopfgeld in Höhe von 300 Gulden auf ihn aus. Bouwens Frau appellierte an Menno Simons, ihren Mann aufgrund der zunehmenden Gefahr von seinem Amt zu entbinden. Ihren Wohnsitz und ihre Heimatgemeinde hatten Bouwens und seine Frau in diesen Jahren in Emden.
Im Jahr 1554 nahm Bouwens an einer Synode in Wismar teil, auf der die Wismarer Artikel beschlossen wurden. Zwei Jahre später wurde er in den inner-mennonitischen Konflikt über den Bann verwickelt. Bouwens selbst trat für einen strikten Gemeindebann ein. Dies führte jedoch zunehmend zu Protesten und letztlich zur Herausbildung der liberaleren Parteien der Waterländer und Hochdeutschen. Auch Menno Simons war zu Beginn uneins mit Bouwens. Auf einer 1557 im friesischen Harlingen stattgefundenen Zusammenkunft konnten sich jedoch Bouwens und Dirk Philips mit ihrer Linie durchsetzen. Bouwens soll hierbei Menno Simons selbst mit dem Bann gedroht haben, wäre dieser nicht noch auf seine Linie eingeschwenkt. Auch mit seiner Heimatgemeinde in Emden kam es 1565 zu Überwürfnissen, woraufhin Bouwens Emden verließ und sich in der Nähe von Harlingen niederließ. Etwa zur gleichen Zeit entzweite sich Bouwens auch mit Dirk Philips. Hintergrund war der aufbrechende Disput zwischen den vor allem in die friesischen Städte Franeker und Harlingen geflüchteten flämischen und den einheimischen friesischen Täufern. Philips nahm Partei für die Flamen, Bouwens dagegen für die Friesen, die wie er auf einer strikten Bannpraxis bestanden. Bouwens wurde schließlich 1565 von Dirk Philips gebannt und stellte seine Aktivitäten für einige Monate ein. Nach dem Tod von Philips 1568 begann er wieder als Prediger für die friesischen Gemeinden zu arbeiten. Seine Arbeit setzte er bis zu seinem Tod im Jahr 1582 fort.